# Adelbertus Gertrudis Meijs
Adelbertus Gertrudis Meijs/Meys (Megen, 7 juli 1898 – Oss, 3 februari 1970) was een Nederlands politicus.
Hij werd geboren als zoon van Jan Hendrik Meijs (1858-1932, landbouwer) en Wilhelmina Martina Roefs (1861-1945). Hij was heemraad en later dijkgraaf van het Waterschap 's Lands van Megen. In 1947 volgde zijn benoeming tot burgemeester van Empel en Meerwijk. Daarnaast was hij dijkgraaf van het Waterschap de Maaskant. In 1962 werd hij ridder in de Orde van Oranje-Nassau. Hij ging in 1963 met pensioen en overleed in 1970 op 71-jarige leeftijd.
In Empel, dat sinds 1971 deel uit maakt van Den Bosch, is naar hem de 'Burgemeester Meijsstraat' vernoemd.